# Brad Keselowski
Bradley Aaron Keselowski (Rochester Hills, 12 febbraio 1984) è un pilota automobilistico statunitense, vincitore del titolo della Nascar Sprint Cup Series nel 2012.

## Biografia
Keselowski è nato a Rochester Hills, nel Michigan, ed è cresciuto in una famiglia di corse. È il quinto figlio di Kay e Bob Keselowski e il nipote di Ron Keselowski. Anche suo fratello maggiore, Brian, è un pilota attivo. La famiglia Keselowski è di origine polacca.
Keselowski ha trascorso gran parte della sua adolescenza lavorando nel negozio di corse di suo padre; spazzava e lavava i pavimenti e falciava l'erba. Nel 2000, Keselowski ha iniziato a correre con le stock car nella divisione Factory Stock.

## Carriera
Ha iniziato la sua carriera in NASCAR nel 2004 nella Craftsman Truck Series con il K-Automotive Motorsports per poi passare nel 2008 alla Nascar Nationwide Series con il JR Motorsports (a tempo pieno) e poi al Team Penske nel 2010, campionato nel quale vince il titolo. Nel 2010, sempre correndo nella Nationwide Series, corre anche nella Sprint Cup Series con il Team Penske con cui arriva 25º nel 2010 e 5º nel 2011. Sempre con il Team Penske vince il campionato 2012 con 2400 punti, con 39 punti di vantaggio sul secondo classificato Clint Bowyer. Nel 2013 non riesce a riconfermarsi, arrivando 14º, senza entrare neanche nella Chase for the Sprint Cup. Nel 2014 si classifica 5º.

### Brad Keselowski Racing
Brad nel 2007 crea il Brad Keselowski Racing, attivo nella Camping World Truck Series e nell'Arca Racing Series.

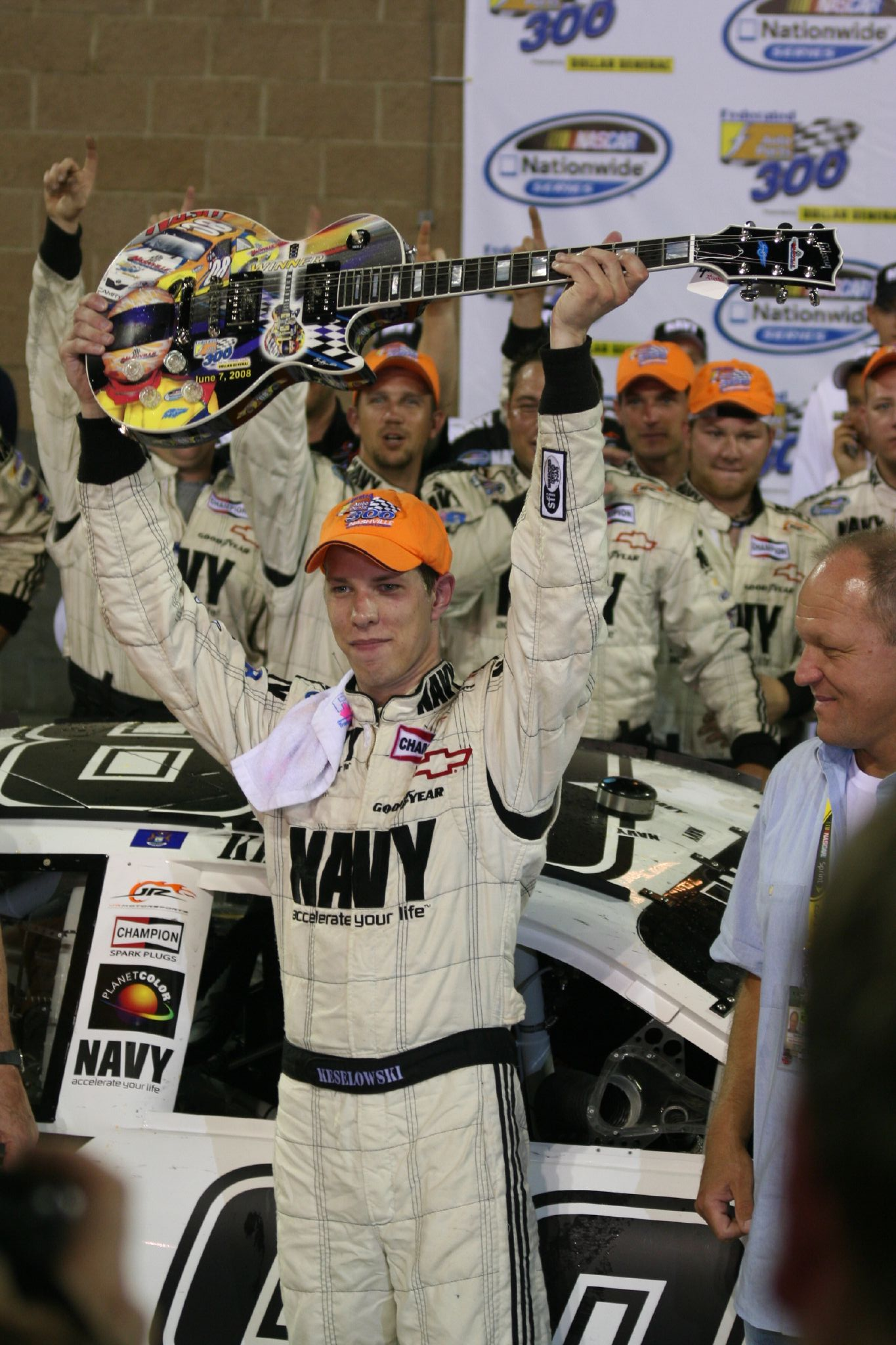
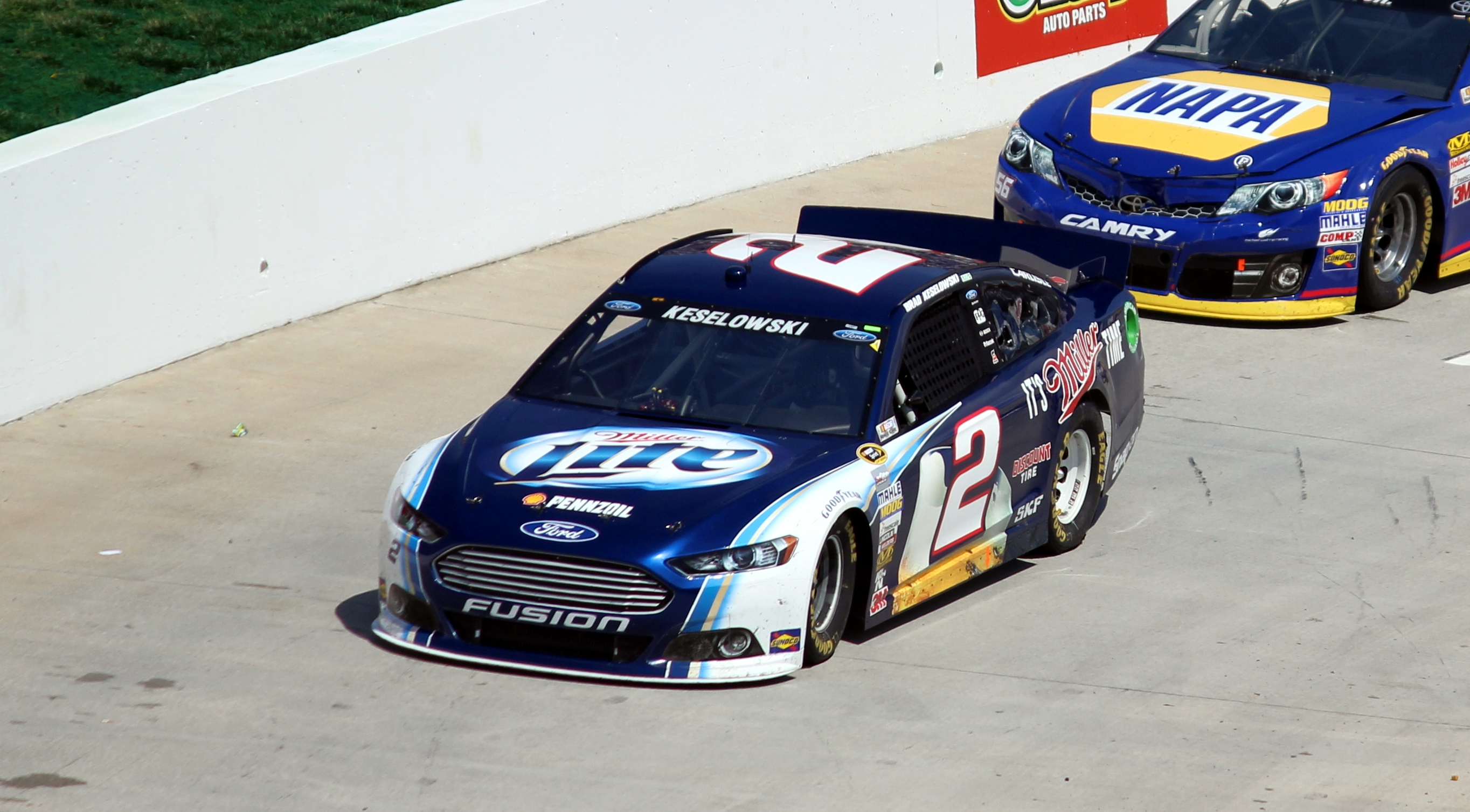

## Massa di cultura
Keselowski interpreta se stesso insieme al compagno di squadra di Penske Joey Logano nel film Sharknado 3: Oh Hell No!.
Keselowski ha recitato in vari episodi della sitcom cancellata Sullivan & Son.
Keselowski ha avuto un cameo come guardia di sicurezza nel film del 2017 Logan Lucky.

## Risultati

### Daytona 500
| Anno | Team                       | Costruttore | Partito | Finito |
| ---- | -------------------------- | ----------- | ------- | ------ |
| 2009 | Phoenix Racing             | Chevrolet   | DNQ     | DNQ    |
| 2010 | Penske Championship Racing | Dodge       | 26      | 36     |
| 2011 | Penske Racing              | Dodge       | 16      | 29     |
| 2012 | Penske Racing              | Dodge       | 23      | 32     |
| 2013 | Penske Racing              | Ford        | 15      | 4      |
| 2014 | Team Penske                | Ford        | 33      | 3      |
| 2015 | Team Penske                | Ford        | 39      | 41     |
| 2016 | Team Penske                | Ford        | 25      | 20     |
| 2017 | Team Penske                | Ford        | 7       | 27     |
| 2018 | Team Penske                | Ford        | 31      | 32     |
| 2019 | Team Penske                | Ford        | 35      | 12     |
| 2020 | Team Penske                | Ford        | 9       | 36     |
| 2021 | Team Penske                | Ford        | 24      | 13     |
| 2022 | RFK Racing                 | Ford        | 3       | 9*     |
| 2023 | RFK Racing                 | Ford        | 10      | 22*    |

## Palmarès
NASCAR Sprint Cup Series
- 1 volta  nella NASCAR Sprint Cup Series (2012)